# Neotominae

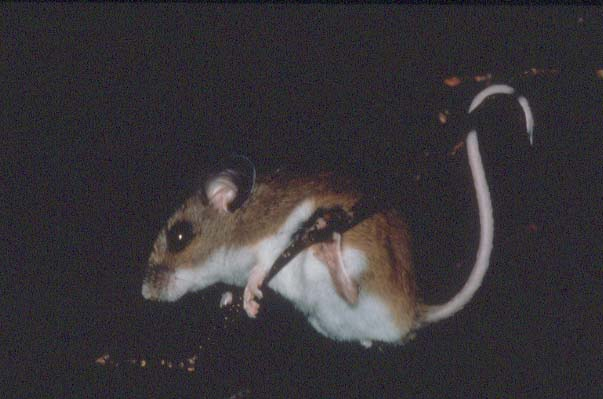
Die Weißfußmäuse (Peromyscus) sind die artenreichste Gattung dieser Gruppe.

Die Neotominae sind eine Unterfamilie der Nagetierfamilie der Wühler (Cricetidae). Sie sind eine der drei Gruppen, in die die Neuweltmäuse unterteilt werden. Die Unterfamilie umfasst rund 125 Arten, die in Nord- und Mittelamerika leben.

## Merkmale
Die Vertreter der Neotominae sind äußerlich mäuse- oder rattenähnliche Nagetiere. Sie erreichen Kopfrumpflängen von 5 bis 35 Zentimeter und Schwanzlängen von 4 bis 24 Zentimeter. Das Gewicht variiert je nach Art von 6 bis 450 Gramm. Ihr Fell ist in der Regel dicht, je nach Art variiert die Färbung von gelblich über rötlichbraun und grau bis schwarz. Die Unterseite ist heller, meist weiß oder hellgrau. Die Ohren sind groß, sie ragen aus dem Fell hervor und sind meist spärlich behaart. Die Schwänze sind meist relativ lang. Von anderen Neuweltmäusen unterscheiden sie sich unter anderem in der Morphologie des Penis.

## Verbreitung und Lebensraum
Neotominae sind vom nördlichen Nordamerika (Alaska, Nord-Kanada) über die USA bis Mittelamerika (Panama) verbreitet. Sie bewohnen zahlreiche Lebensräume, darunter Grasländer, Wälder, Wüsten und Gebirgsregionen. 

## Lebensweise
Vertreter der Neotominae sind häufig Bodenbewohner, obgleich einige Arten gut klettern können und teilweise auf Bäumen leben. Es gibt auch einige grabend lebende Vertreter, die unterirdische Baue errichten, andere konstruieren Grasnester am Boden oder im Geäst. Je nach Art können sie nacht- oder tagaktiv sein und einzelgängerisch oder in Gruppen leben. Bei vielen Arten ist jedoch über die Lebensweise wenig bekannt.
Diese Nagetiere sind Pflanzen- oder Allesfresser. Sie nehmen Samen, Früchte, Stängeln, Nüsse, Pilze und Knollen zu sich, manchmal ergänzt durch Insekten und andere wirbellose Tiere. Die Grashüpfermäuse haben sich auf eine fleischliche Ernährung spezialisiert.
Neotominae sind häufig sehr fruchtbare Tiere, die mehrere Würfe im Jahr austragen können. Die Tragzeiten betragen rund 20 bis 40 Tage, die Wurfgrößen eins bis elf, häufig jedoch nur zwei bis drei. Die Jungen kommen blind zur Welt, sie öffnen die Augen mit zwei bis drei Wochen und werden nach drei bis vier Wochen entwöhnt.

## Systematik
Die Neotominae umfassen rund 125 Arten, die in vier Tribus mit insgesamt 16 Gattungen unterteilt werden können:
- Tribus Baiomyini
  - Amerikanische Zwergmäuse (Baiomys), 2 Arten
  - Braunmäuse (Scotinomys), 2 Arten
- Tribus Neotomini
  - Amerikanische Buschratten (Neotoma), 22 Arten
  - Magdalena-Ratte (Xenomys nelsoni)
  - Allens Buschratte (Hodomys alleni)
  - Kleinstbuschratten (Nelsonia). 2 Arten
- Tribus Ochrotomyini
  - Goldmaus (Ochrotomys nuttalli)
- Tribus Reithrodontomyini
  - Erntemäuse (Reithrodontomys), 20 Arten
  - Weißfußmäuse (Peromyscus), 57 Arten
  - Grashüpfermäuse (Onychomys), 3 Arten
  - Mexikanische Vulkanmaus (Neotomodon alstoni)
  - Florida-Maus (Podomys floridanus)
  - Isthmusratten (Isthmomys), 2 Arten
  - Thomas-Hirschmäuse (Megadontomys), 3 Arten
  - Habromys. 6 Arten
  - Michoacán-Hirschmaus (Osgoodomys banderanus)